# It's Gotta Be Voodoo Baby
It's Gotta Be Voodoo Baby är det svenska punkrockbandet Puffballs tredje studioalbum, utgivet 1999 på Burning Heart Records.

## Låtlista
1. "Hemihead"
2. "Delirium Boy"
3. "Powder Meet"
4. "Unglued"
5. "Cluster of Bad Luck"
6. "Like Men Possessed"
7. "Supersonic"
8. "In the Black"
9. "Killing Time"
10. "Crash Into Oblivion"
11. "Hot Skin Cold Cash"
12. "Bullet Train to Hell"
13. "(You Will) Know My Name"
14. "Scat Pack Sue"

## Medverkande musiker
- Magnus Forsberg – trummor
- Fredrik Lindgren – bas, bakgrundssång
- P-O Söderback – gitarr
- Mikael Tossavainen – gitarr, sång

### Fotnoter
1. ↑  ”It's Gotta Be Voodoo Baby”. Discogs.com. http://www.discogs.com/Puffball-Its-Gotta-Be-Voodoo-Baby/release/2012397. Läst 13 april 2012.